# (Pronounced 'Lĕh-'nérd 'Skin-'nérd)
| 전문가 평가                   | 전문가 평가 |
| 평가 점수                     | 평가 점수   |
| 출처                          | 점수        |
| ----------------------------- | ----------- |
| AllMusic                      | [ 1 ]       |
| Christgau's Record Guide      | A           |
| MusicHound                    | [ 3 ]       |
| Rolling Stone Album Guide     | [ 4 ]       |
| Encyclopedia of Popular Music | [ 5 ]       |

《(Pronounced 'Lĕh-'nérd 'Skin-'nérd)》는 1973년 8월 13일, MCA 레코드에서 발매한 미국의 록 밴드 레너드 스키너드의 데뷔 스튜디오 음반이다. 이 음반의 몇몇 곡들은 이 밴드가 가장 잘 알려진 〈Gimme Three Step〉, 〈Simple Man〉, 〈Tuesday's Gone〉, 그리고 〈Free Bird〉로 남아 있는데, 이 곡들은 마지막 곡으로 이 밴드를 전국적인 스타덤에 올려놓았다.
《(Pronounced 'Lĕh-'nérd 'Skin-'nérd)》는 음악 평론가들의 찬사를 받았으며 1970년대에 밴드를 서던 록 장르의 선두에 올려놓았다. 이 음반은 빌보드 200에서 27위로 정점을 찍었고, 미국 음반 산업 협회로부터 골드 플래티넘과 더블 플래티넘 인증을 받았다. 《롤링 스톤》의 "역사상 가장 위대한 음반 500장" 목록의 여러 에디션에 등장했다.

## 녹음
음반에 수록된 대부분의 곡은 한동안 밴드의 라이브 레퍼토리에 있었다. 밴드는 플로리다주 잭슨빌 근처에서 시골 리허설 공간을 찾았는데, 플로리다주의 격렬한 더위 속에서 오랜 시간을 보내 "헬 하우스"라는 별명을 붙였고, 그곳에서 곡이 완성될 때까지 끝없이 작곡하고 실행했다. 프로듀서 알 쿠퍼는 밴드가 스튜디오에 들어가면 모든 음표가 불변하고 즉흥 연주가 전혀 허용되지 않는 등 준비가 얼마나 잘되어 있는지 놀라움을 금치 못했다.
베이시스트 레온 윌크슨은 음반 녹음 몇 달 전에 밴드를 떠났다. 1970년경 플로리다주에서 레너드 스키너드의 초기 화신이 스트로베리 알람 클라크를 위해 문을 연 후 전 스트로베리 알람 클라크의 기타리스트 에드 킹은 밴드에 깊은 인상을 받았다. 그는 보컬리스트 로니 반 잰트에게 기타리스트가 필요하면 그를 기억해 달라고 말했고, 윌크슨을 대신해 베이시스트로 초대받았다. 녹음 세션이 마무리되자 반 잰트는 킹이 기타리스트로서 밴드에 봉사하는 것이 낫다고 판단하고 윌크슨을 방문해 다시 합류하도록 설득했다. 윌크슨은 밴드로 돌아와 기타를 이끌기 시작했고, 킹은 앨런 콜린스, 게리 로싱턴과 함께 밴드의 트레이드마크인 "쓰리 기타 아미"가 될 수 있도록 기타를 연주했다. 윌크슨은 밴드가 음반 커버 사진을 찍을 무렵 밴드로 돌아와 커버에 등장했고, 라이너 노트에도 이름을 올렸다.
애틀랜타 리듬 섹션의 드러머 로버트 닉스의 친구인 반 잰트와 쿠퍼는 〈Tuesday's Gone〉라는 트랙에서 연주해 달라고 요청했다.

## 커버 아트
커버 사진은 조지아주 존스보로의 중심가에서 촬영됐으며 왼쪽부터 오른쪽까지 레온 윌크슨(착석), 빌리 파월(착석), 로니 반 잰트, 게리 로싱턴(착석), 밥 번즈, 앨런 콜린스, 에드 킹(착석)의 모습이 담겨 있다. 이 사진은 음반 커버 촬영을 위해 긴 하루를 보낸 마지막 사진이었고, 로싱턴은 사진을 찍은 지 몇 초 만에 보도에서 토했다.
2018년 8월 22일 에드 킹의 사망과 함께, 로싱턴은 이 사진에 찍힌 레너드 스키너드의 마지막 생존 멤버다.

## 곡 목록
| #  | 제목                  | 작사·작곡                 | 재생 시간 |
| -- | --------------------- | ------------------------- | --------- |
| 1. | 〈I Ain't the One〉   | 게리 로싱턴, 로니 반 잰트 | 3:53      |
| 2. | 〈Tuesday's Gone〉    | 앨런 콜린스, 반 잰트      | 7:32      |
| 3. | 〈Gimme Three Steps〉 | 콜린스, 반 잰트           | 4:30      |
| 4. | 〈Simple Man〉        | 로싱턴, 반 잰트           | 5:57      |

| #  | 제목                | 작사·작곡                 | 재생 시간 |
| -- | ------------------- | ------------------------- | --------- |
| 1. | 〈Things Goin' On〉 | 로싱턴, 반 잰트           | 5:00      |
| 2. | 〈Mississippi Kid〉 | 알 쿠퍼, 반 잰트, 밥 번즈 | 3:56      |
| 3. | 〈Poison Whiskey〉  | 에드 킹, 반 잰트          | 3:13      |
| 4. | 〈Free Bird〉       | 콜린스, 반 잰트           | 9:09      |

## 인증
| 국가                       | 인증        | 판매량/출하량 |
| -------------------------- | ----------- | ------------- |
| 영국 (BPI)                 | 실버        | 60,000^       |
| 미국 (RIAA)                | 2× 플래티넘 | 2,000,000^    |
| ^출하량을 기반으로 한 인증 |             |               |